# 영변 100메가와트 경수로
영변 100메가와트 경수로는 북한이 2012년까지 완공하겠다고 발표한 경수로를 말한다. 아직까지 영변 원자력 연구소에서 공사가 진행 중인 것으로 관측 되었으나 최근 완공 되어 가동하기 시작했다.
2010년 착공하여 2년만인 2012년 11월 외벽공사가 마무리되었다. 한국정부는 발전용량 30메가와트로 보고 있다. 발전용량 30MWe는 열출력 100MWt에 해당한다. 보통 발전용량으로 호칭하므로 영변 30메가와트 경수로라고 부를 수도 있다.
미국 싱크탱크 ISIS는 2013년 하반기에 완공될 것으로 보고 있다.
 그리고 2024년 1월 영변 100메가와트 플루토늄 경수로가 완공되었다

## 영변 원자력 연구소
2016년 기준으로, 영변 원자력 연구소에는 3개의 원자로가 설치되어 있다.
- 영변 IRT-2000, 1963년 착공, 1965년 준공, 열출력 8MWt, 스위밍풀형원자로, 고농축우라늄 사용
- 영변 5메가와트 원자로, 1980년 착공, 1985년 준공, 열출력 30MWt, 전기출력 5MWe, 흑연감속로, 천연우라늄 사용
- 영변 30메가와트 원자로, 2010년 착공, 2013년 준공, 열출력 100MWt, 전기출력 30MWe, 경수로, 저농축우라늄 사용

## 플루토늄 생산
열출력 100MWt인 영변 100메가와트 경수로에서 매년 얼마의 플루토늄을 추출할 수 있는지에 대한 보도는 없다. 그러나 1/3배인 열출력 30MWt인 영변 5메가와트 원자로 뉴스를 통해 플루토늄 생산량을 추론해 볼 수는 있다.
영변 5메가와트 원자로는 3년마다 8000개의 핵연료봉 또는, 매년 2500개의 핵연료봉을 교체하며, 폐연료봉 2500개를 재처리하여 25-30 kg의 무기급 플루토늄을 추출할 수 있다. 폐연료봉 2500개의 재처리에 한달 정도의 시간이 걸린다. 1993년 4월 12일, 러시아 시사주간 골로스(목소리)지는 폐연료봉 2500개에서 15∼18kg의 플루토늄을 매년 생산한다고 보도했다. 북한 핵개발 시설에서 10년간 일하다 1994년 망명한 김대호는 북한이 원자로 가동을 중단했던 89년, 90년, 91년에 핵연료봉에서 (매년) 플루토늄 12 kg을 추출했다고 진술했다.
즉, 영변 5메가와트 원자로는 매년 2500개의 폐연료봉을 생산하며, 여기서 플루토늄 12∼30 kg을 생산할 수 있다고 보도되고 있다. 따라서, 3.3배 출력이 높은 영변 100메가와트 경수로에서는 매년 플루토늄 40∼100 kg을 생산할 수 있을 것이라고 추론할 수 있다.
데이비드 올브라이트 과학국제안보연구소(ISIS) 소장은 "경수로의 플루토늄 생산 규모는 기존 북한이 보유한 원자로의 5배에 이른다"고 말했다.

## 대폭발설
2012년 1월 6일 여의도 증권가에 오전 11시에 영변 경수로 대폭발로 방사능이 서울로 날아오고 있다는 루머가 퍼져 주가가 폭락했다. 허위사실유포로 알려졌으며, 그 정보로 주가이익을 챙긴 일당이 집행유예를 선고받았다. 2012년 11월 외벽공사가 완료된 것으로 정찰위성에 관측되었다.

## 외벽공사 이후
신고리 2호기의 경우, 2009년 2월 돔 건물 내부에 원자로를 설치, 2009년 7월 돔 지붕을 얹는 외벽공사를 완료하고, 10월에 시운전에 들어갔다. 각종 시운전 이후, 2012년 7월 상업운전을 시작했으며, 2012년 12월 4일 준공식을 가졌다. 북한의 경수로도 비슷한 절차를 밟을 것으로 보인다. 즉 2012년 11월 외벽공사를 완료했으므로 3개월 뒤인 2013년 2월 시운전에 들어갈 것으로 보인다.

## 최근동향
2023년 4월 1일, 북한 평안북도 영변의 실험용 경수로(ELWR)가 거의 완성돼 작동 상태로 전환된 것으로 보인다고 미국의 북한 전문 매체 38노스가 보도했다. ELWR의 펌프실로부터 약 75ｍ 떨어진 곳에서 인근 구룡강으로 물이 방출된 것이 관찰됐는데, ELWR 주변 방류가 처음 발견된 것은 아니지만 이번 방류는 ELWR의 냉각장치 시험과 연관이 있을 것으로 봤다. 또 다른 근거로 ELWR 근처에 새로운 건물을 짓기 시작했음을 시사하는 사진들을 공개했다. 신규 건물은 지난 2월 착공해 최저층이 약 20개의 방으로 이뤄져 있다. 위치상 원자로 직원들의 거처나 연구동 혹은 행정동의 역할을 할 것으로 예상했다.
그리고 2024년 1월 26일 미국 nk뉴스에 따르면 미국 과학국제연구소가 100메가와트 플루토늄 경수로를 가동하여 매년 플루토늄 20kg 전후를 생산한다고 했다고 보고했다.